# Bodytech
Bodytech es un club médico deportivo creado en 1997 por Nicolás Loaiza y Gigliola Aycardi, como parte de su proyecto de grado para la Universidad de los Andes en Bogotá, Colombia.
Actualmente cuenta con más de 85 sedes en Colombia, 10 en Perú y 50 en Chile. Su objetivo es la mejora de la calidad de vida de la comunidad a través de la práctica del ejercicio físico con productos y servicios saludables que le permitan desempeñarse, verse y sentirse mejor. Además, cuenta con espacios que han sido diseñados para cada actividad: Consultorios médicos en donde se realizan evaluaciones clínicas y nutricionales; salones de clase grupales, Pilates Reformer e Indoor Cycling con diferentes sesiones de entrenamiento; zonas cardio vasculares, de fuerza, y de estiramiento adecuadas con múltiples máquinas y equipos, zonas húmedas con sauna y turco y baños con lockers .

## Historia
Con la idea de cambiar el concepto existente de los gimnasios en Colombia, Nicolás Loaiza y Gigliola Aycardi, quienes estudiaban un M.B.A. en la Universidad de los Andes en el año de 1997, estructuraron en proyecto enfocados en el área de la salud.
En el proyecto Loaiza y Aycardi planteaban la idea de los Centros Médicos Deportivos, donde el objetivo no era la consecución de masa muscular adecuada, sino la práctica controlada de los ejercicios para prevenir lesiones y así mismo solucionar algunas enfermedades y mejorar la calidad de vida de los usuarios.
Sin garantías, los estudiantes buscaron ayuda en diferentes entidades de financiación, siendo el Fondo Nacional de Garantías (FNG) quien diera en visto bueno al proyecto que junto con diferentes préstamos pequeños de diferentes bancos, dieron comienzo con la marca Bodytech el 14 de julio de 1997.
Desde sus inicios Bodytech estuvo inscrita en la Secretaria de Salud de Bogotá, constituida como una IPS de primer nivel y contando con la prestación de servicios de salud completa.
Para el año 2012, Bodytech, según la Asociación Internacional de la Salud, Raqueta y Clubes Deportivos (IHRSA), ocupó el puesto número 23 en junio"Entre más de 100 mil clubes, en 70 países", posteriormente, con la adquisición de la empresa Chilena SportLife, ascendió al puesto 15 en el mes de noviembre en esta categoría.

## La primera sede
El 9 de febrero de 1998 Bodytech abre las puertas de su primera sede, ubicada en la localidad de Chapinero, sobre la carrera séptima con calle 63, inicialmente con 30 empleados y 800 metros cuadrados de espacio para los usuarios.
En el primer mes esta sede recibió 1800 afiliaciones, superando las expectativas de los fundadores, quienes estimaban un promedio de 1000 en seis meses, situación que obligó a la ampliación de los espacios y la importación de equipos de punta para cumplir con las necesidades del público, que mensualmente iba aumentando.
Actualmente esta sede cuenta con 2500 usuarios que disfrutan de los servicios en los 2000 metros cuadrados del lugar. 
Gracias a la acogida de los bogotanos con el lugar, Loaiza y Aycardi con ayuda de los créditos otorgados por el IFI, el Banco de Bogotá, Ifilleasing, Suleasing y Leasing Bolívar, Bodytech abre una segunda sede en Cedritos el 13 de agosto del 2000 e inicia su campaña de expansión nacional.
Un año después inician el sistema de franquicias, con lo que logran su tercera sede en la ciudad de Bogotá en el sector de Colina Campestre con 2400 metros cuadrados y un total de 2800 afiliados en esta sede.

## Sedes
Bodytech dispone de más de 150 sedes tanto propias como franquiciadas, siendo ésta su distribución por países:
| País     | nº sedes |
| Colombia | 85       |
| Perú     | 22       |
| Chile    | 50       |
| TOTAL    | 157      |

En el caso de Perú, comenzó sus operaciones en 2008 y finalizó entre 2023 y 2024, debido a que los segmentos económicos A y B en los que compitió fueron ocupados por su rival, Smart Fit.

## Reconocimientos
En los últimos años Bodytech ha recibido diferentes reconocimientos nacionales e internacionales:
- Marca notoria: Superintendencia de Industria y Comercio de Colombia – Año 2010
- Marca número 15 en el país: Compass Branding – Año 2013
- Marca número 15 en el mundo: IHRSA (International Health Racquet and Sports Association)
- Marca número 1 en Colombia: IHRSA (International Health Racquet and Sports Association)
- Condecoración orden ley y democracia general Francisco de Paula Santander en el grado de Gran Cruz de Comendador: Sociedad Colombiana de Prensa y Medios de comunicación - Año 2012.